# الوقاية المناعية للسرطان
«الوقاية من السرطان» (الإنجليزية: Cancer immunoprevention) هي الوقاية من الإصابة بالسرطان بوسائل مناعية مثل اللقاحات أو المحفزات المناعية أو الأجسام المضادة. تختلف الوقاية المناعية للسرطان من الناحية المفاهيمية عن العلاج المناعي للسرطان، الذي يهدف إلى تحفيز المناعة لدى المرضى فقط بعد ظهور الورم، ولكن يمكن استخدام نفس الوسائل المناعية في كل من الوقاية المناعية وفي العلاج المناعي.

## الوقاية من الأورام الناجمة عن الفيروسات
الوقاية المناعية من الأورام الناجمة عن الفيروسات أو غيرها من العوامل المعدية تهدف إلى الوقاية من العدوى أو علاجها قبل ظهور السرطان.
تتوفر لقاحات فعالة للاستخدام في البشر.
بعض أنواع الأورام في البشر والحيوانات هي نتيجة للعدوى الفيروسية. في البشر الأورام الفيروسية الأكثر شيوعا هي سرطان الكبد (وتسمى أيضا سرطانة الخلية الكبدية)، التي تنشأ بنسبة صغيرة من المرضى الذين يعانون من عدوى مزمنة بفيروس التهاب الكبد ب (HBV) أو فيروس التهاب الكبد ج اجملا 10% من جميع حالات سرطان الإنسان، يصيب تقريبا مليون مريض جديد كلّ سنة حول العالم. وقد ثبت أن لقاح فيروس التهاب الكبد ب، الذي يستخدم الآن في جميع أنحاء العالم، يقلل من الإصابة بسرطان الكبد. يمكن اعتبار الوقاية المناعية للسرطان من لقاح التهاب الكبد ب كأثر جانبي مفيد للقاح تم تطويره واستخدامه للوقاية من التهاب الكبد ب. وهذا ليس هو الحال بالنسبة للقاحات فيروس الورم الحليمي البشري، التي تم تطويرها في المقام الأول للوقاية من السرطان. وأظهرت التجارب السريرية أن لقاحات فيروس الورم الحليمي البشري يمكن أن تمنع عدوى فيروس الورم الحليمي البشري والمواد المسرطنة بشكل كامل تقريباً. وأدت هذه النتائج إلى موافقة الوكالات التنظيمية في الولايات المتحدة الأمريكية وأوروبا على اللقاحات.

## الوقاية من الأورام غير المعدية
هل من الممكن وضع استراتيجيات وقائية مناعية للأورام التي لا تسببها العوامل المعدية؟ يكمن الحد في توقع خطر الإصابة بأنواع معينة من السرطان لدى كل فرد وتصميم استراتيجيات مناعية تستهدف هذه الأنواع من السرطان. هذا غير ممكن حتى الآن في الإنسان، وبالتالي فإن الوقاية من الأورام غير المعدية في مرحلة ما قبل السريرية من التطور.
تم الحصول على الوقاية المناعية الفعالة لأنواع مختلفة من السرطان في نماذج الفئران لخطر الإصابة بالسرطان، لا سيما في الفئران المعدلة وراثيا التي تؤوي منشطات سرطانية نشطة، مما يدل على أن تنشيط الجهاز المناعي في المضيفين الأصحاء يمكن أن يمنع بالفعل السرطنة كانت كل من المنبهات المناعية غير النوعية، مثل السيتوكينات والمنبهات المناعية الأخرى، واللقاحات التي تحتوي على مستضد معين نشطة في نماذج الفأر؛ قد اعطت كلا النوعين من العوامل أفضل النتائج، مما يقرب إلى الاكتمال تقريبًا لمده طويلة الأجل من الإصابة بالسرطان في نماذج تطور السرطان الهجومي.

### آليات المناعة
كانت آليات الحماية الرئيسية التي أحدثتها الوقاية من السرطان في نماذج الفئران المختلفة هي السيتوكينات التي تطلقها الخلايا التائية، ولا سيما الإنترفيرون غاما، والأجسام المضادة للتسمم الخلوي ضد المستضد المستهدف. هذا يختلف عن العلاج المناعي للسرطان الذي يعطى لعلاج الأورام الموجودة، والتي تعتمد بشكل أساسي على الخلايا الليمفاوية التائية السامة للخلايا (CTL). يُعتقد أن عدم وجود استجابة CTL ذات صلة في الوقاية المناعية طويلة المدى هو ميزة، لأن تنشيط CTL المزمن سام بشدة للمضيف. في المقابل توفر الأجسام المضادة المتداولة حماية طويلة الأمد دون آثار جانبية سامة. تحدث حالة مماثلة في المناعة الفيروسية، يتم حل الالتهابات الحادة بواسطة CTL ، في حين يتم توفير المناعة على المدى الطويل من العدوى من الأجسام المضادة.
يمنع كل من الإنترفيرون غاما والأجسام المضادة نمو الورم بطرق متعددة. ينشط انترفيرون غاما الخلايا القاتلة الطبيعية والخلايا البائية، ويمنع تكون الأوعية الدموية وغزو الورم، ويحفز التعبير المعقد للتوافق النسيجي الكبير في الخلايا السرطانية ويمنع تكاثر الخلايا. الأجسام المضادة ملزمة للمستضدات على سطح الخلايا تؤدي إلى آليات تحليلية بوساطة النظام المكمل (السمية الخلوية بواسطة تكميلية) أو بواسطة الكريات البيض التي تحمل مستقبلات Fc (السمية الخلوية المعتمدة على الأجسام المضادة، ADCC). علاوة على ذلك، يتداخل ربط الجسم المضاد مع الوظائف الخلوية للمستضد المستهدف، مما يتسبب في استيعابه أو عرقلة التفاعلات الجزيئية، مما يؤدي في النهاية إلى حجب الإشارات النهائية. إذا كان المستضد المستهدف يتحكم في نمو الخلية (على سبيل المثال إذا كان ناتجا للجين الورمي)، فإن كتلة الإشارات يمكن أن تعطل العملية المسببة للسرطان. تسمى المستضدات السطحية المسببة في تكوين السرطانات بمضادات الأورام.

### التطور والنمو المرضي
يشير نجاح الوقاية من السرطان في النماذج قبل السريرية إلى أنه قد يكون له تأثير أيضًا على البشر. المشاكل الرئيسية التي يتعين حلها هي تعريف التطبيقات البشرية المناسبة والمخاطر على صحة الإنسان.
التطبيق على عامة السكان، كما هو الحال بالنسبة للقاحات ضد فيروس التهاب الكبد الوبائي وفيروس الورم الحليمي البشري، غير ممكن حاليًا، لأنه يتطلب تنبؤًا فرديًا دقيقًا لخطر الإصابة بالسرطان.
المجموعات الفرعية المعرضة لخطر الإصابة بنوع محدد من الأورام، على سبيل المثال العائلات المصابة بالسرطان الوراثي أو الأفراد الذين يعانون من آفات ما قبل الورم، هي المرشحات الطبيعية للوقاية من الأورام غير المعدية. وقد اقترح أيضًا أن الاستراتيجيات الوقائية المناعية يمكن أن يكون لها تأثيرات علاجية ضد الانبثاث (نمو ثانوي لورم خبيث)، وبالتالي يمكن أن تهدف التجارب البشرية المبكرة إلى علاج السرطان بدلاً من الوقاية.

الخطر الرئيسي من التحفيز المناعي لفترات طويلة للوقاية من السرطان هو تطوير أمراض المناعة الذاتية. معظم الاستجابات المناعية للأورام هي مناعة ذاتية، لأن معظم مستضدات الأورام يتم التعبير عنها أيضًا بواسطة الخلايا الطبيعية، ولكن يجب مراعاة أن استجابات المناعة الذاتية لا تتطور بالضرورة إلى أمراض المناعة الذاتية. لم تسبب المناعة الذاتية المحدودة التي تسببها الوقاية من السرطان أمراضًا مناعية ذاتية في الدراسات قبل السريرية على الفئران، ولكن هذه مشكلة تتطلب مراقبة دقيقة في التجارب السريرية المبكرة.